# Iti (compositora)
Iti és la primera compositora de qui es té referències avui dia. Va ser també cantant. Va viure a Egipte cap a l'any 2.450 abans de Crist.